# Peter Byford
Peter Rodney "Biff" Byford (ur. 5 stycznia 1951 w Barnsley w Anglii) – brytyjski wokalista i autor tekstów. Biff Byford znany jest przede wszystkim z wieloletnich występów w zespole heavymetalowym Saxon. Wraz z grupą nagrał dwadzieścia albumów studyjnych oraz szereg pomniejszych wydawnictw. Byford gościł ponadto na płytach takich wykonawców jak: Hammerfall, Doro, Destruction, czy Avantasia.

## Publikacje
- Never Surrender (or Nearly Good Looking): An Autobiography by Biff Byford and John Tucker, IP Verlag, 2002, ISBN 978-3-931624-44-6

## Dyskografia
- Freedom Call - Taragon (EP) (1999, Steamhammer, gościnnie)[3]
- Freedom Call - Live Invasion (Live album) (2004, Steamhammer, gościnnie)[4]
- Destruction - Inventor of Evil (2005, AFM Records, gościnnie)[5]
- Helloween - Gambling with the Devil (2007, Steamhammer, gościnnie)[6]
- Doro - Celebrate (The Night of the Warlock) (EP) (2008, AFM Records, gościnnie)[7]
- Doro - Fear No Evil (2009, AFM Records, gościnnie)[8]
- HammerFall - No Sacrifice, No Victory (2009, Nuclear Blast, gościnnie)[9]
- Helloween - 7 Sinners (2010, Sony Music Entertainment Germany GmbH, gościnnie)[10]
- Pharao - Road to Nowhere (2010, SAOL, gościnnie)[11]
- Crimes of Passion - To Die For (2012, DR2 Records, gościnnie)[12]
- Avantasia - The Mystery of Time (2013, Nuclear Blast, gościnnie)[13]

## Filmografia
- "Heavy Metal Britannia" (film dokumentalny, 2010, reżyseria: Chris Rodley)[14]
- "Metal Evolution: New Wave of British Heavy Metal" (serial dokumentalny, 2011)[15]